# Хикс, Генри
Генри Дэвис Хикс (англ. Henry Davies Hicks; 5 марта 1915, Бриджтаун, Новая Шотландия — 9 декабря 1990, Новая Шотландия) — канадский политик и деятель образования. Премьер-министр Новой Шотландии (1954—1956, от Либеральной партии), президент Университета Далхаузи (1963—1980), руководитель канадской делегации в ЮНЕСКО (1963—1967), сенатор Канады от Новой Шотландии (1972—1990). Компаньон ордена Канады (1970).

## Биография
Родился в 1915 году в Бриджтауне (Новая Шотландия) в семье Генри Брэндона Хикса и Энни Мэй Хикс (урождённой Кинни). По окончании Бриджтаунской средней школы поступил в Университет Маунт-Эллисон, где получил в 1936 году степень бакалавра. На следующий год получил степень магистра в Университете Далхаузи и как Родсовский стипендиат продолжил обучение в Оксфордском университете. В Оксфорде также получил степень магистра (в 1939) и степень бакалавра гражданского права (в 1940 году). Вернувшись в Новую Шотландию, в 1941 году получил лицензию на адвокатскую практику, но вскоре после этого поступил на военную службу в Королевский полк канадской артиллерии как специалист по радарам. Служил в Канаде и Англии, затем участвовал в боевых действиях в Бельгии, уволен в запас в 1945 году в звании капитана.
Уже в 1945 году избран в Законодательное собрание Новой Шотландии как депутат от округа Аннаполис, представляя Либеральную партию. В 1949 году стал первым в истории провинции министром образования и занимал этот пост до 1954 года. В должности министра образования занимался созданием системы региональных школ и ремесленных училищ. После того как умер премьер-министр Новой Шотландии Ангус Макдональд, премьером на короткое время стал Гарольд Коннолли, а затем внутрипартийным голосованием на эту должность был избран Хикс. Однако уже на выборах 1956 года глубокий раскол внутри партии привёл её к поражению, и премьером стал представлявший Прогрессивно-консервативную партию Роберт Стэнфилд. Хикс занял пост лидера оппозиции, на выборах 1960 года снова противостоял Стэнфилду и вновь проиграл.
После второго поражения на выборах Хикс ушёл из политики, чтобы занять должность декана факультета гуманитарных и точных наук в Университете Далхаузи. Вскоре после этого он стал вице-президентом университета по академическим вопросам. В 1963 году занял пост президента университета. В этот период число студентов канадских университетов стремительно росло в результате беби-бума, и Хикс сосредоточил усилия на поиске финансирования для расширения Далхаузи. В годы, когда он занимал должность президента, в университете начали функционировать ряд новых корпусов и отделений, включая библиотеку им. Киллама, Центр биологических наук, Центр искусств, корпуса медицинского и юридического факультетов и здание студенческого профсоюза. В эти годы к Далхаузи также присоединилась основанная ранее Школа социальной работы приморских провинций. В целом за период с 1963 по 1980 год Далхаузи прошёл путь от сугубо регионального вуза до университета национального значения и проделал первые шаги к превращению в один из ведущих научных центров Канады.
Одновременно с работой в Университете Далхаузи Хикс в 1963—1967 годах был членом Совета Канады и возглавлял делегацию этой страны в ЮНЕСКО. В апреле 1972 года назначен сенатором Канады от Новой Шотландии, оставался в составе Сената до 1990 года.
Хикс был трижды женат. Первый брак, с Полиной Банкс, был заключён в 1949 году и продолжался до её смерти в 1963 году. В 1965 году вступил во второй брак, с Джин Моррисон, скончавшейся в 1988 году. В том же году женился в третий раз на Розали Комо. 9 декабря 1990 года, когда Хикс возвращался с женой из Аннаполис Велли в Галифакс, их автомобиль выехал на встречную полосу и столкнулся с другой машиной. В аварии погибли Хикс и его жена, а также двое из четырёх человек во втором автомобиле.

## Признание заслуг
Заслуги Генри Хикса в области государственного управления и образования были в 1970 году отмечены производством в компаньоны ордена Канады — высшую степень этой награды. В 2002 году в его честь был назван корпус отделения гуманитарных наук и администрации Университета Далхаузи.